# Oxythres splendens
Oxythres splendens är en fjärilsart som beskrevs av Druce 1900. Oxythres splendens ingår i släktet Oxythres och familjen nattflyn. Inga underarter finns listade i Catalogue of Life.